# Škandal24
Škandal24 je slovenski spletni tabloid. Njegova tiskana izdaja je prenehala izhajati leta 2018. Izdajatelj medija je založba Nova obzorja, ki je povezana s Slovensko demokratsko stranko in madžarskimi poslovneži iz kroga tamkajšnjega premierja Viktorja Orbána. Škandal24 je nastal leta 2017, prva urednica je bila Marjanca Scheicher. Trenutni odgovorni urednik Jože Biščak, ki je hkrati tudi odgovorni urednik revije Demokracija.